# Hardewikerstraat
De Hardewikerstraat is een straat in de binnenstad van Groningen. De straat loopt tussen de Oude Ebbingestraat en de Oude Boteringestraat. Ten oosten van de Oude Ebbingestraat gaat de Hardewikerstraat over in de Hofstraat, ten westen van de Oude Boteringestraat in de Muurstraat. Opvallendste panden in de straat zijn drie naast elkaar gelegen pakhuizen waarin oorspronkelijk een brouwerij was gevestigd.
De straat is een deel van een ring van straten die aan de binnenzijde van de oudste stadsomwalling liggen, die ooit allemaal bekendstonden als Achter de Muur. Vreemd genoeg was de naam Hardewikerstraat eerder al in gebruik, maar dan voor de straat die tegenwoordig Rode Weeshuisstraat heet. De huidige Hardewikerstraat kreeg zijn naam in 1874.
Voor de naam zijn twee verklaringen, het kan de naam zijn van een Gronings geslacht of het kan een verwijzing zijn naar Harderwijk.

## Monumenten
De straat telt 12 rijksmonumenten, en vier gemeentelijke monumenten die allen aan de noordzijde van de straat staan.
| Adres                   | Beschrijving | Monument  | Foto                                                 |
| ----------------------- | --- | --------- | ---------------------------------------------------- |
| Hardewikerstraat 1      | | GM 102976 | Hardewikerstraat 1, Oude Ebbingestraat 76            |
| Hardewikerstraat 5      | | RM 18485  | Hardewikerstraat 5-7-9, Groningen                    |
| Hardewikerstraat 7-9    | Een drietal hoge pakhuizen, waarvan nummers 7 en 9 samen als rijksmonument zijn aangeduid. Ter plaatse zit nu de studentenvereniging Navigators. T/m 2013 zat hier bijna 20 jaar lang homodiscotheek De Golden Arm. De Golden Arm was de naam van een brouwerij die hier in ieder geval in de zeventiende eeuw nog gevestigd was. | RM 18486  | Hardewikerstraat 5-7-9, Groningen                    |
| Hardewikerstraat 17     | | RM 18487  | Hardewikerstraat 17, Groningen                       |
| Hardewikerstraat 19     | | RM 18488  | Hardewikerstraat 19, Groningen                       |
| Hardewikerstraat 21     | | RM 18489  | Hardewikerstraat 21, Groningen                       |
| Hardewikerstraat 23     | | RM 18490  | Hardewikerstraat 23, Groningen                       |
| Hardewikerstraat 25−25a | | RM 18491  | Hardewikerstraat 25-25a, Groningen                   |
| Hardewikerstraat 27     | | RM 18492  | Hardewikerstraat 27, Groningen                       |
| Hardewikerstraat 29     | | RM 18493  | Hardewikerstraat 29, Groningen                       |
| Hardewikerstraat 31     | | RM 18494  | Hardewikerstraat 31, Groningen                       |
| Hardewikerstraat 33     | | GM 102231 |                                                      |
| Hardewikerstraat 35     | | GM 102233 |                                                      |
| Hardewikerstraat 37     | | GM 102234 | Hardewikerstraat 37                                  |
| Hardewikerstraat 39     | Het Corneliagasthuis, een klein katholiek gasthuis gesticht in 1854. | RM 18495  | Hardewikerstraat 39, Groningen: Het Corneliagasthuis |
| Hardewikerstraat 41     | Hoek Oude Boteringestraat/Hardewikerstraat | RM 18626  | Hardewikerstraat 41, Groningen                       |

Achter de Muur · 
Akerkhof · 
Akerkstraat · 
Broerstraat · 
Brugstraat ·
Bruine Ruiterstraat ·
Burchtstraat · 
Butjesstraat ·
Carolieweg ·
Coehoornsingel · 
Donkersgang · 
Driften · 
Emmaplein · 
Folkingestraat · 
Folkingedwarsstraat ·
Ganzevoortsingel · 
Gasthuisstraatje ·
Gedempte Kattendiep ·
Gedempte Zuiderdiep ·
Gelkingestraat ·
Grote Kromme Elleboog ·
Grote Markt ·
Guldenstraat ·
Guyotplein ·
Haddingestraat ·
Haddingedwarsstraat ·
Hardewikerstraat ·
Hereplein · 
Herebinnensingel ·
Heresingel ·
Herestraat ·
Hoekstraat ·
Hofstraat ·
Hoge der A ·
Hoogstraatje ·
Jacobijnerstraat ·
Kleine der A ·
Kattenhage ·
Kleine Kromme Elleboog ·
't Klooster ·
Kostersgang ·
Koude Gat ·
Kreupelstraat ·
Kwinkenplein ·
De Laan ·
Lage der A ·
Lopende Diep ·
Lutkenieuwstraat ·
Marktstraat ·
Martinikerkhof ·
Munnekeholm ·
Muurstraat ·
Naberstraat ·
Nieuwe Boteringestraat ·
Nieuwe Ebbingestraat ·
Nieuwe Kerkhof ·
Nieuwe Kijk in 't Jatstraat ·
Nieuwe Markt ·
Nieuwstad ·
Noorderhaven ·
Oosterstraat ·
Ossenmarkt ·
Oude Boteringestraat ·
Oude Ebbingestraat ·
Oude Kijk in 't Jatstraat ·
Papengang ·
Pausgang · 
Pelsterstraat ·
Peperstraat ·
Poelestraat ·
Praediniussingel ·
Rademarkt ·
Radesingel ·
Reitemakersrijge ·
Rode Weeshuisstraat ·
Schoolstraat · 
Schoolholm · 
Schuitemakersstraat ·
Schuitendiep · 
Sieboldsgang · 
Singelstraat · 
Sint Jansstraat ·
Sint Walburgstraat ·
Spilsluizen ·
Stationsstraat ·
Steentilstraat ·
Stoeldraaierstraat · 
Torenstraat · 
Turfstraat ·
Turfsingel ·
Turftorenstraat ·
Ubbo Emmiussingel ·
Vismarkt ·
Visserstraat ·
Waagstraat ·
Zoutstraat ·
Zwanestraat